# Opisthacanthus rugulosus
Espèce
Opisthacanthus rugulosus est une espèce de scorpions de la famille des Hormuridae.

## Distribution
Cette espèce est endémique du Malawi. Elle se rencontre vers Zomba.

## Description
Le mâle holotype mesure 72 mm.
Le mâle décrit par Lourenço en 1987 mesure 65 mm et la femelle 70 mm.

## Publication originale
- Pocock, 1896 : Notes on some Ethiopian species of Ischnurinae contained in the collection of the British Museum. Annals and Magazine of Natural History, sér. 6, vol. 17, p. 312-318 (texte intégral).